# Marian Horsley
Marian Horsley (* 23. Mai 1893 in Ealing; † 15. Januar 1958 in Reading) (auch Marion Horsley, geborene Edith Marian Bagshaw Mann) war eine englische Badmintonspielerin.

## Karriere
Marian Horsley gewann in den 1920er und 1930er Jahren alle großen Turniere in Großbritannien, Irland, den Niederlanden und Frankreich. Bei den prestigeträchtigen All England siegte sie zweimal ebenso wie bei den French Open. Gar zwölfmal war sie bei den Irish Open erfolgreich. In Schottland gewann sie acht Titel, in Wales vier und in den Niederlanden einen.

## Sportliche Erfolge
| Saison | Veranstaltung           | Disziplin   | Platz | Name                                   |
| ------ | ----------------------- | ----------- | ----- | -------------------------------------- |
| 1924   | Irish Open              | Dameneinzel | 1     | Marian Horsley                         |
| 1925   | Scottish Open           | Mixed       | 1     | Herbert Uber / Marian Horsley          |
| 1926   | Irish Open              | Damendoppel | 1     | Marian Horsley / Violet Elton          |
| 1928   | Welsh International     | Damendoppel | 1     | Marian Horsley / L. W. Myers           |
| 1929   | Scottish Open           | Damendoppel | 1     | Marjorie Barrett / Marian Horsley      |
| 1929   | All England             | Mixed       | 1     | Frank Devlin / Marianne Horsley        |
| 1929   | Welsh International     | Damendoppel | 1     | Marian Horsley / L. W. Myers           |
| 1930   | Berkshire Championships | Mixed       | 1     | Donald C. Hume / Marian Horsley        |
| 1930   | Scottish Open           | Dameneinzel | 1     | Marian Horsley                         |
| 1930   | Irish Open              | Damendoppel | 1     | Marian Horsley / Betty Uber            |
| 1930   | Welsh International     | Damendoppel | 1     | Marian Horsley / L. W. Myers           |
| 1931   | Irish Open              | Damendoppel | 1     | Marian Horsley / C. T. Duncan          |
| 1931   | All England             | Damendoppel | 1     | Marion Horsley / Betty Uber            |
| 1931   | Irish Open              | Dameneinzel | 1     | Marian Horsley                         |
| 1931   | Scottish Open           | Damendoppel | 1     | Marian Horsley / Betty Uber            |
| 1931   | Irish Open              | Mixed       | 1     | J. F. Devlin / Marian Horsley          |
| 1931   | Scottish Open           | Mixed       | 1     | T. P. Dick / Marian Horsley            |
| 1932   | Irish Open              | Damendoppel | 1     | Marian Horsley / Betty Uber            |
| 1933   | Dutch Open              | Damendoppel | 1     | Marian Horsley / Margaret Tragett      |
| 1933   | Irish Open              | Damendoppel | 1     | Marian Horsley / Olive Wilson          |
| 1933   | Scottish Open           | Damendoppel | 1     | Marian Horsley / Brenda Speaight       |
| 1934   | Irish Open              | Damendoppel | 1     | Marian Horsley / Betty Uber            |
| 1934   | Scottish Open           | Damendoppel | 1     | Marian Horsley / Brenda Ethel Speaight |
| 1934   | Scottish Open           | Mixed       | 1     | Ian Maconachie / Marian Horsley        |
| 1935   | Irish Open              | Damendoppel | 1     | Marian Horsley / Olive Wilson          |
| 1935   | Irish Open              | Mixed       | 1     | Ian Maconachie / Marian Horsley        |
| 1936   | French Open             | Damendoppel | 1     | Margaret Tragett / Marian Horsley      |
| 1936   | French Open             | Dameneinzel | 1     | Marian Horsley                         |
| 1936   | Irish Open              | Damendoppel | 1     | Marian Horsley / Betty Uber            |